# Lotononis orthorrhiza
Lotononis orthorrhiza là một loài thực vật có hoa trong họ Đậu. Loài này được Conrath miêu tả khoa học đầu tiên.